# Nora Bayes
Nora Bayes, (Chicago, 1880. október 8. vagy 1880. október 3. – Brooklyn, 1928. március 19.) amerikai énekesnő, vaudeville előadó.

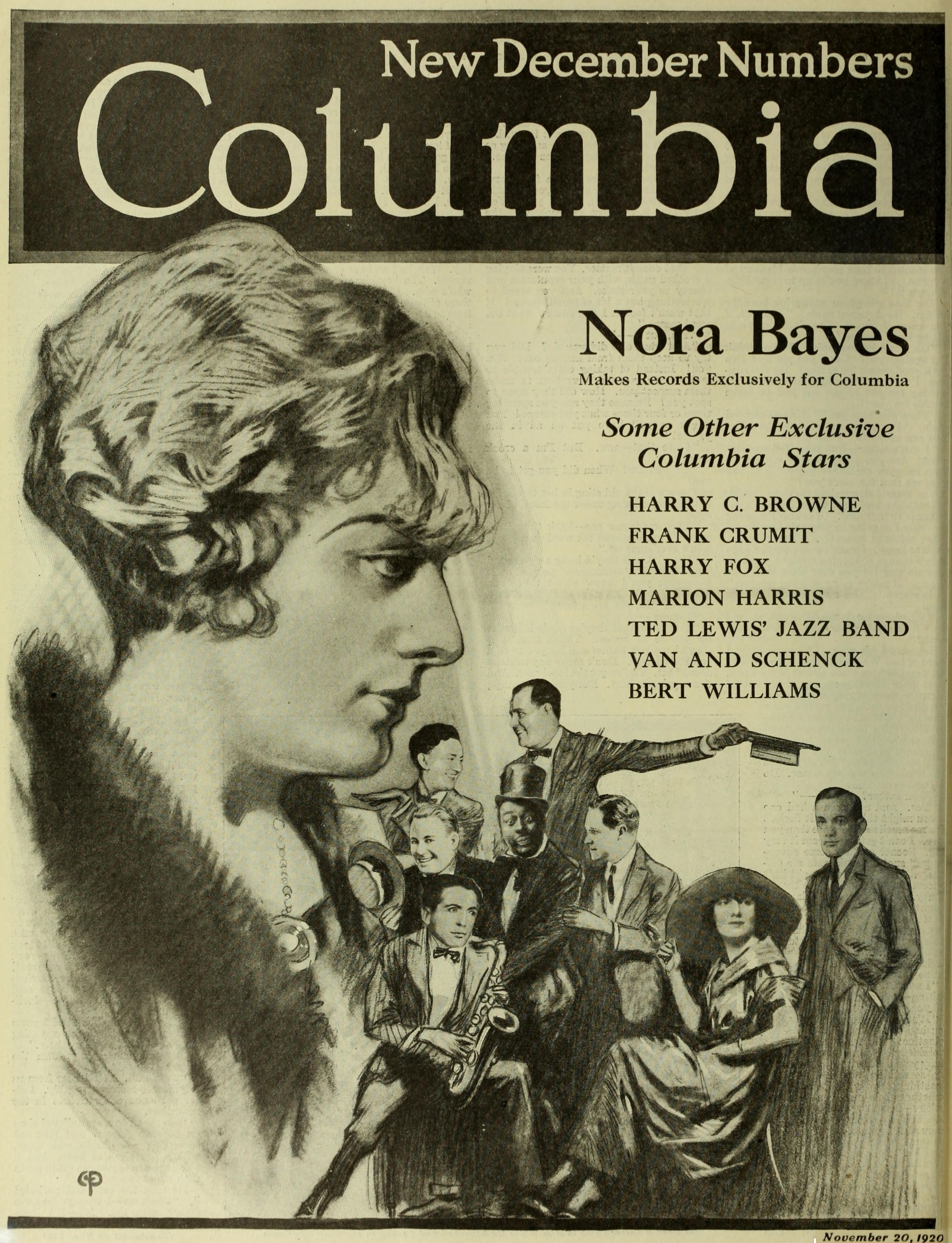

## Pályafutása
Dóra keresztnéven született, de színházi karrierje kedvéért többször is megváltoztatta a nevét, mielőtt a Nora Bayes mellett döntött volna. Születési dátuma és korai életének részletei hézagosak. Los Angelesnek adta meg születési helyét, de Chicago is Milwaukee sem zárható ki. Amikor Bayes körülbelül tizennyolc éves volt, amikor a felesége lett első férjének, Otto Gressingnek, aki temetkezési vállalkozó volt. Míg Gressinggel Jolietben élt, amatőr esteken lépett fel a Hopkins’ Theater in Chicagoban.
Színpadi karrierje ugyanolyan viharos és kiszámíthatatlan volt, mint a magánélete.
Amerikában évekig vaudeville-színházakban lépett fel. Sikert aratott Harry von Tilzer 1902-ben írt „Down Where the Wurzburger Flows” című slágerével. 1905. novemberében a londoni Palace Theatre-benszerepelt. Az Egyesült Államokban Florenz Ziegfeldtől szerepet kapott az 1907-es Follies című darabban, amivel nagy sikert aratott.
Elvált Gressingtől, és 1908-ban felesége lett Jack Norworth énekes-táncosnak. Bayes és Norworth együtt szerepelt az 1908-as Follies című darabban, amelyben elhangzott egy közösen írt daluk, a „Shine On, Harvest Moon”. Bayes és Norworth viszonya a színfalak mögött feszült volt. Az ok: Bayes magasabb fizetéseket kapott, mint Norworth, amellett Norworth más nőkkel is flörtölt.
Növekvő népszerűségében bízva Bayes elkezdte megkérdőjelezni a színházigazgatók és producerek tekintélyét. Feldühítette Florenz Ziegfeldet, amikor 1909-ben kilépett a Follies-ból, ugyanis féltékeny volt Sophie Tucker sikereire. Ziegfeld bírósági végzéssel a zsebében megtiltotta neki,fellépjen. Bayes közben egyre népszerűbbé vált, már heti 2500 dollárt keresett.
A kritikusok megjegyezték, hogy Bayes sikerét buja énekhangjának, közönsége ízlése iránti érzékenységének és annak is köszönhette, hogy hajlandó volt kigúnyolni önmagát is − beleértve a zsidó származásáról és kudarcba fulladt házasságairól szóló vicceket is.
Bayes 1913-ban elvált Norworth-tól és hozzáment Harry Clarke színészhez. Ez a házasság mindössze két évvel később felbomlott. Viszont nagy sikereket ért el a egy varietészínházi körúton 1914-ben, de az anyagi követelései okán végül felbontotta a szerződését. 1917-ben elindította saját kétórás, egyszemélyes előadását. 1918-ban szerepelt a „Ladies First” című musicalben. 1927-ig folytatta a varietészínházakban való fellépéseit Angliában és az Egyesült Államokban.
Bayes negyedik házassága Arthur Gordon színésszel két évig tartott. Utolsó házassága 1925-ben köttetett Benjamin Friedlanddel, egy gazdag New York-i üzletember volt.
Nora Bayes 1928. március 19-én halt meg rákban a brooklyni Zsidó Kórházban. Benjamin Friedland, három örökbefogadott gyermeke (két fiú és egy lány), testvérei, Harry Goldberg és a nővére, Ida Klein siratta meg.

## Albumok
- Shine On, Harvest Moon?*
- https://adp.library.ucsb.edu/index.php/mastertalent/detail/106524/Bayes_Nora
- https://www.discogs.com/artist/741923-Nora-Bayes?srsltid=AfmBOorp2Fg1b2GqsA-ssLU1seWb4KwW0ngs3x-ElVp_jSFHskEEtqc5
- 2005: Together and Alone

## Filmek
- Nora Bayes az IMDb-n

## Díjak
- Grammy Hall of Fame